# Saint-Sigismond-de-Clermont
Saint-Sigismond-de-Clermont est une commune du sud-ouest de la France, située dans le département de la Charente-Maritime (région Nouvelle-Aquitaine). Ses habitants sont appelés les Sigismonais et les Sigismonaises.

## Géographie

### Communes limitrophes
|         | Saint-Genis-de-Saintonge | Clion       |
| Plassac | Saint-Sigismond          | Guitinières |
| Consac  | Nieul-le-Virouil         |             |

## Urbanisme

### Typologie
Au 1er janvier 2024, Saint-Sigismond-de-Clermont est catégorisée commune rurale à habitat dispersé, selon la nouvelle grille communale de densité à 7 niveaux définie par l'Insee en 2022.
Elle est située hors unité urbaine. Par ailleurs la commune fait partie de l'aire d'attraction de Jonzac, dont elle est une commune de la couronne,. Cette aire, qui regroupe 35 communes, est catégorisée dans les aires de moins de 50 000 habitants,.

### Occupation des sols
L'occupation des sols de la commune, telle qu'elle ressort de la base de données européenne d’occupation biophysique des sols Corine Land Cover (CLC), est marquée par l'importance des territoires agricoles (65 % en 2018), une proportion identique à celle de 1990 (65 %). La répartition détaillée en 2018 est la suivante : 
zones agricoles hétérogènes (47,4 %), forêts (35 %), terres arables (11,6 %), prairies (5,5 %), cultures permanentes (0,5 %). L'évolution de l’occupation des sols de la commune et de ses infrastructures peut être observée sur les différentes représentations cartographiques du territoire : la carte de Cassini (XVIIIe siècle), la carte d'état-major (1820-1866) et les cartes ou photos aériennes de l'IGN pour la période actuelle (1950 à aujourd'hui).

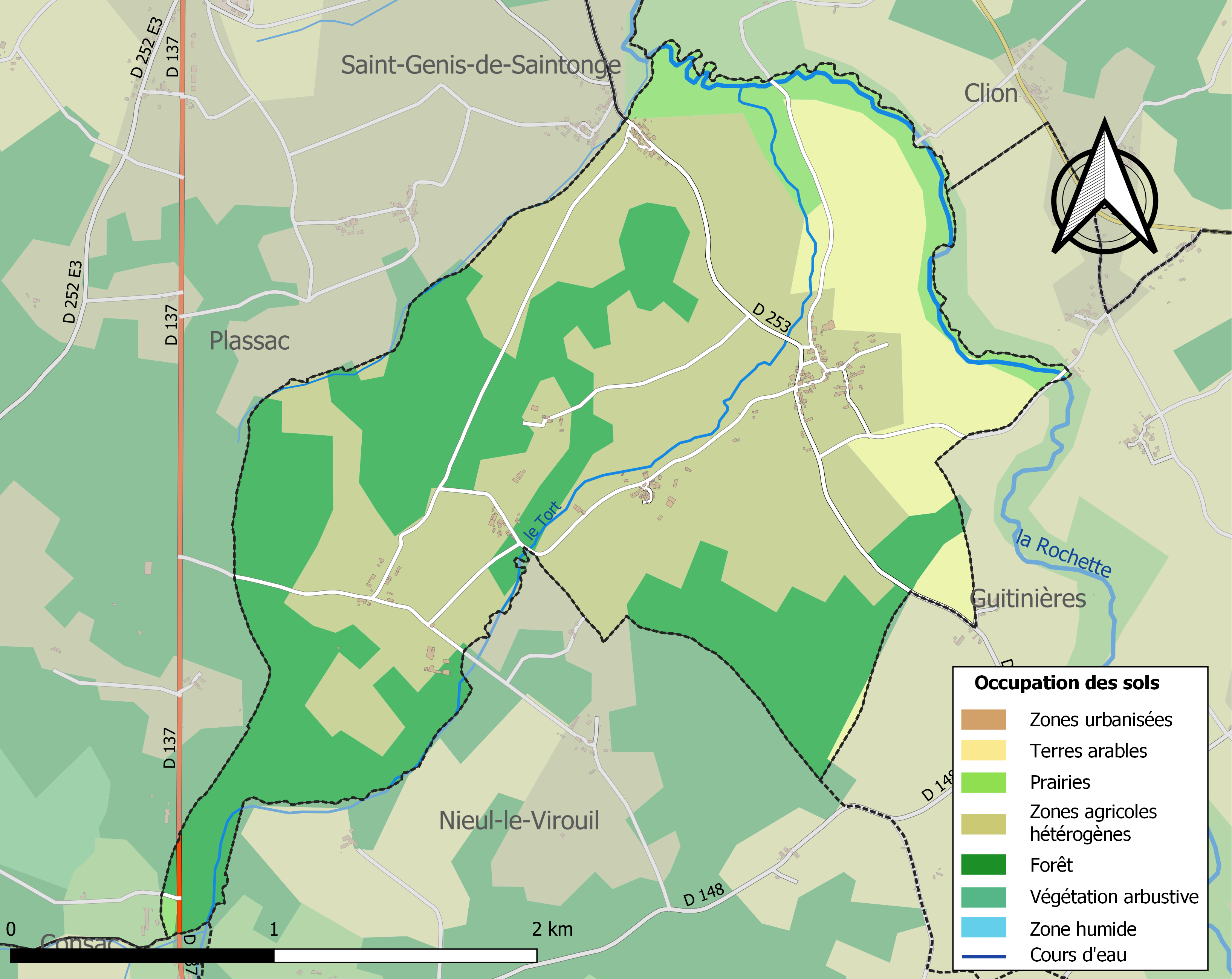
Carte des infrastructures et de l'occupation des sols de la commune en 2018 (CLC).

### Risques majeurs
Le territoire de la commune de Saint-Sigismond-de-Clermont est vulnérable à différents aléas naturels : météorologiques (tempête, orage, neige, grand froid, canicule ou sécheresse), inondations, feux de forêts, mouvements de terrains et séisme (sismicité faible). Il est également exposé à un risque technologique,  le transport de matières dangereuses. Un site publié par le BRGM permet d'évaluer simplement et rapidement les risques d'un bien localisé soit par son adresse soit par le numéro de sa parcelle.

#### Risques naturels
Certaines parties du territoire communal sont susceptibles d’être affectées par le risque d’inondation par débordement de cours d'eau, notamment la Rochette. La commune a été reconnue en état de catastrophe naturelle au titre des dommages causés par les inondations et coulées de boue survenues en 1982, 1983, 1993, 1999 et 2010,.
Saint-Sigismond-de-Clermont est exposée au risque de feu de forêt du fait de la présence sur son territoire de la forêt de la Lande, un massif classé à risque dans le plan départemental de protection des forêts contre les incendies (PDPFCI), élaboré pour la période 2017-2026 et qui fait suite à un plan 2007-2016. Les mesures individuelles de prévention contre les incendies sont précisées par divers arrêtés préfectoraux et s’appliquent dans les zones exposées aux incendies de forêt et à moins de 200 mètres de celles-ci. L’article L.131-1 du code forestier et l’arrêté du 2 décembre 2020 règlementent l'emploi du feu en interdisant notamment d’apporter du feu, de fumer et de jeter des mégots de cigarette dans les espaces sensibles et sur les voies qui les traversent sous peine de sanctions. Un autre arrêté du 2 décembre 2020 rend le débroussaillement obligatoire, incombant au propriétaire ou ayant droit,,,.

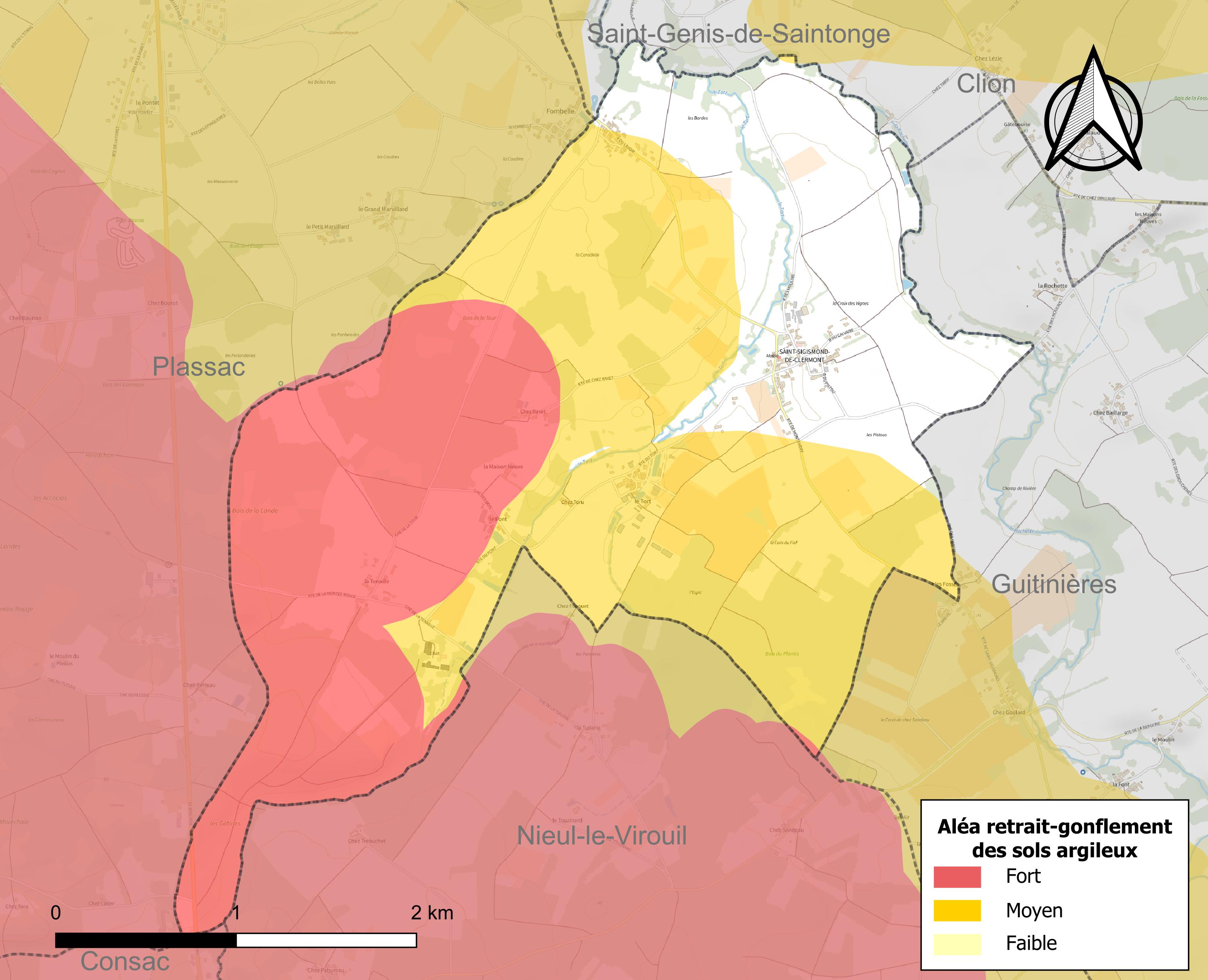
Carte des zones d'aléa retrait-gonflement des sols argileux de Saint-Sigismond-de-Clermont.

Les mouvements de terrains susceptibles de se produire sur la commune sont des tassements différentiels.
Le retrait-gonflement des sols argileux est susceptible d'engendrer des dommages importants aux bâtiments en cas d’alternance de périodes de sécheresse et de pluie. 75,3 % de la superficie communale est en aléa moyen ou fort (54,2 % au niveau départemental et 48,5 % au niveau national). Sur les 86 bâtiments dénombrés sur la commune en 2019,  48 sont en aléa moyen ou fort, soit 56 %, à comparer aux 57 % au niveau départemental et 54 % au niveau national. Une cartographie de l'exposition du territoire national au retrait gonflement des sols argileux est disponible sur le site du BRGM,.
Par ailleurs, afin de mieux appréhender le risque d’affaissement de terrain, l'inventaire national des cavités souterraines permet de localiser celles situées sur la commune.
Concernant les mouvements de terrains, la commune a été reconnue en état de catastrophe naturelle au titre des dommages causés par des mouvements de terrain en 1983, 1999 et 2010.

#### Risques technologiques
Le risque de transport de matières dangereuses sur la commune est lié à sa traversée par une ou des infrastructures routières ou ferroviaires importantes ou la présence d'une canalisation de transport d'hydrocarbures. Un accident se produisant sur de telles infrastructures est susceptible d’avoir des effets graves sur les biens, les personnes ou l'environnement, selon la nature du matériau transporté. Des dispositions d’urbanisme peuvent être préconisées en conséquence.

## Toponymie
Le nom de la commune provient de Sigismond, à qui la paroisse avait été dédiée.
L’étymologie de Clermont provient de clarus mons, signifiant "la colline éclairée ou à la vue dégagée". Clermont est actuellement un hameau de la commune de Clion qui appartint avant la Révolution à la paroisse de Saint-Sigismond.

## Histoire
Au Moyen Âge, Saint-Sigismond se trouvait dans la seigneurie de Plassac puis par la suite du démembrement de la châtellenie de Plassac lors d’une succession à celle de Guitinières. La famille Aydie, originaire du Ribéracois en Dordogne avait obtenu la seigneurie de Guitinières par mariage d’une cadette de la famille de Pons, héritière en partie de la châtellenie de Plassac avec Odet d’Aydie. Guitinières étant une petite seigneurie, elle fut agrandie par ajout de la paroisse de Saint-Sigismond pour permette la création d’une nouvelle châtellenie.
Au cours du XVIe siècle la paroisse fut victime des vicissitudes de son temps. En effet, en 1530, la paroisse, plutôt ses revenus furent vendus pour la somme de 1200 livres au seigneur de Mirambeau afin de payer la rançon permettant de libérer Geofroy d’Aydie, fils du seigneur de Guitinières, prisonnier à Naples.

## Politique et administration

### Liste des maires
| Période                                  | Période  | Identité          | Étiquette | Qualité           |
| ---------------------------------------- | -------- | ----------------- | --------- | ----------------- |
| 2001                                     | 2014     | Jean Baurreau     |           | Retraité agricole |
| 2014                                     | En cours | Bernadette Octeau |           | Salariée agricole |
| Les données manquantes sont à compléter. |          |                   |           |                   |

### Région
À la suite de la mise en application de la réforme administrative de 2014 ramenant le nombre de régions de France métropolitaine de 22 à 13, la commune appartient depuis le 1er janvier 2016 à la région Nouvelle-Aquitaine, dont la capitale est Bordeaux. De 1972 au 31 décembre 2015, elle a appartenu à la région Poitou-Charentes, dont le chef-lieu était Poitiers.

## Démographie

### Évolution démographique
L'évolution du nombre d'habitants est connue à travers les recensements de la population effectués dans la commune depuis 1793. Pour les communes de moins de 10 000 habitants, une enquête de recensement portant sur toute la population est réalisée tous les cinq ans, les populations de référence des années intermédiaires étant quant à elles estimées par interpolation ou extrapolation. Pour la commune, le premier recensement exhaustif entrant dans le cadre du nouveau dispositif a été réalisé en 2006.

En 2022, la commune comptait 162 habitants, en stagnation par rapport à 2016 (Charente-Maritime : +4,04 %, France hors Mayotte : +2,11 %).
| 1793 | 1800 | 1806 | 1821 | 1831 | 1836 | 1841 | 1846 | 1851 |
| ---- | ---- | ---- | ---- | ---- | ---- | ---- | ---- | ---- |
| 262  | 252  | 241  | 290  | 255  | 273  | 275  | 268  | 250  |

| 1856 | 1861 | 1866 | 1872 | 1876 | 1881 | 1886 | 1891 | 1896 |
| ---- | ---- | ---- | ---- | ---- | ---- | ---- | ---- | ---- |
| 249  | 257  | 244  | 225  | 203  | 211  | 206  | 186  | 195  |

| 1901 | 1906 | 1911 | 1921 | 1926 | 1931 | 1936 | 1946 | 1954 |
| ---- | ---- | ---- | ---- | ---- | ---- | ---- | ---- | ---- |
| 204  | 184  | 178  | 181  | 150  | 149  | 152  | 134  | 174  |

| 1962 | 1968 | 1975 | 1982 | 1990 | 1999 | 2006 | 2011 | 2016 |
| ---- | ---- | ---- | ---- | ---- | ---- | ---- | ---- | ---- |
| 141  | 137  | 122  | 114  | 107  | 138  | 155  | 163  | 162  |

| 2021 | 2022 | - | - | - | - | - | - | - |
| ---- | ---- | - | - | - | - | - | - | - |
| 160  | 162  | - | - | - | - | - | - | - |

## Lieux et monuments
- Château de la Tenaille

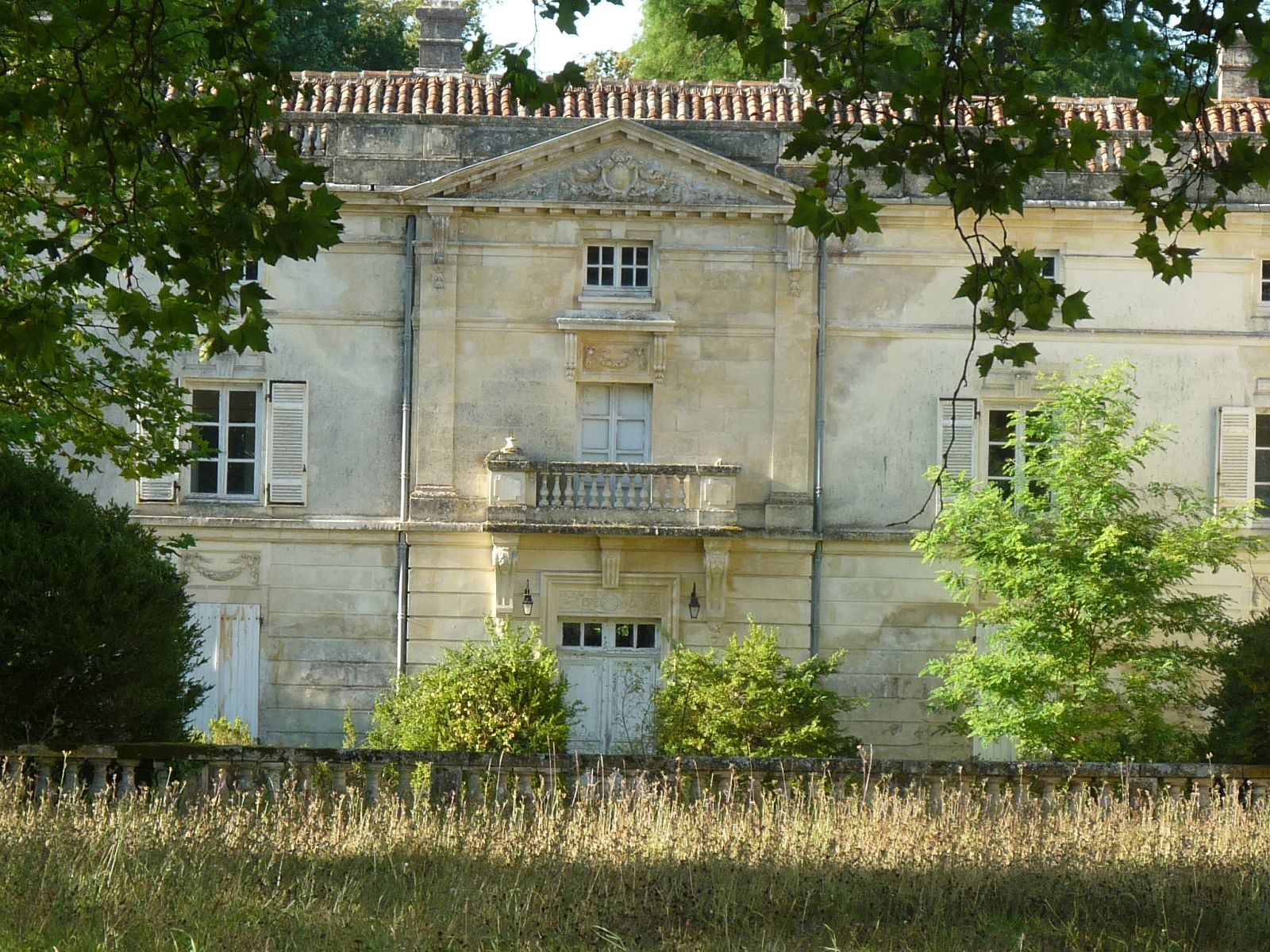
Le château de Tenaille.

La demeure ou château de La Tenaille date du XVIIIe siècle en grande partie. Il est doté de frontons grecs de balustres et de guirlandes. La façade du château et sa toiture à l’italienne sont inscrits à l’inventaire supplémentaire des Monuments historiques depuis 1958.
- L'église romane Saint-Simon ou Sigismond

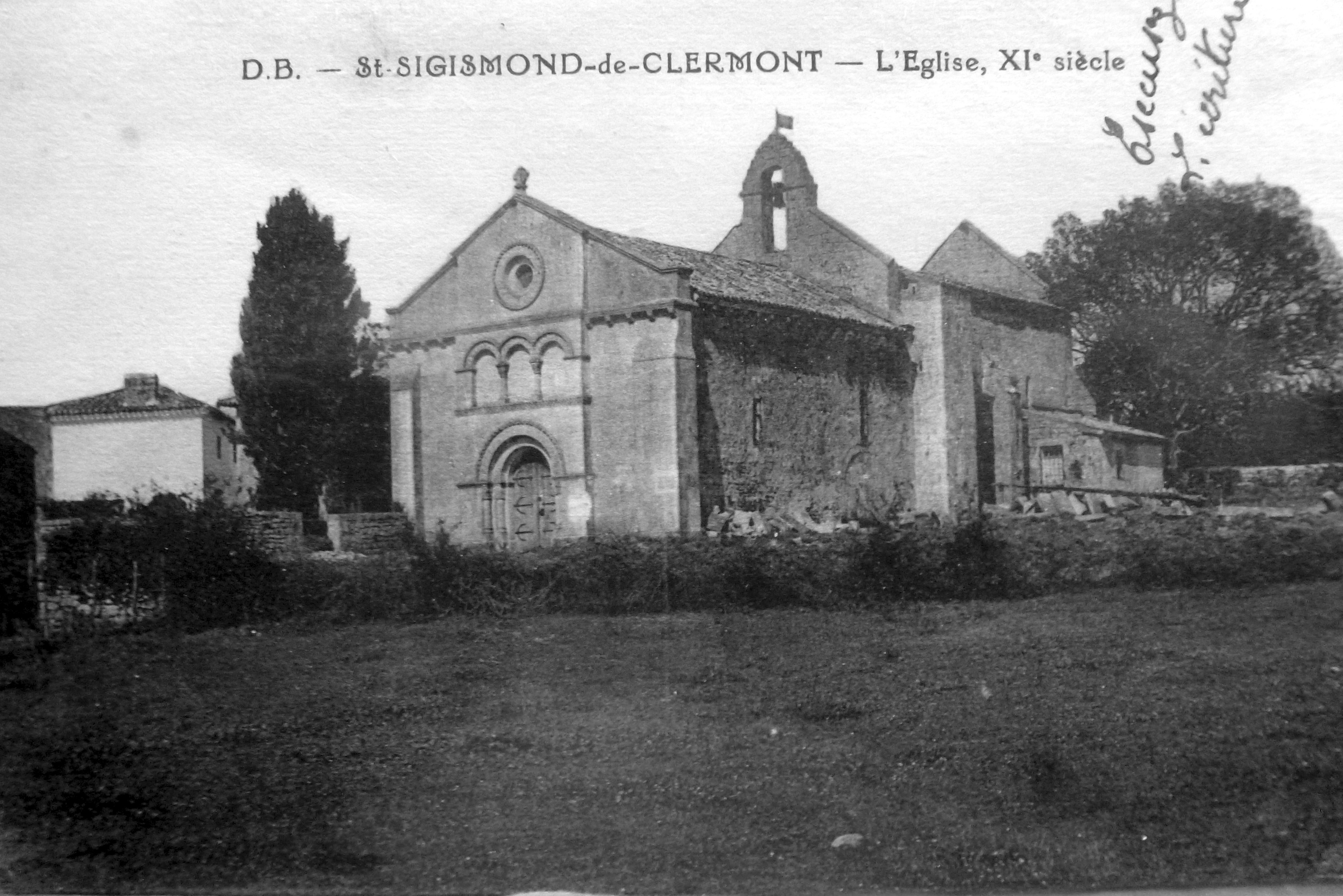

L’église est dédiée à saint Sigismond. Elle date du XIIe siècle pour la nef et du XVe siècle pour l’abside. Ramnulphe évêque de Saintes donna cette église à l’abbaye de Baignes. Elle passa ensuite sous la tutelle de l’abbaye de La Tenaille.
La nef a deux travées, elle comporte des colonnes rondes adossées au mur leurs chapiteaux sont dépourvus de sculptures. Elle est couverte d’une voûte en berceau brisée et éclairée par deux fenêtres romanes. Elle se termine par une grande baie en arc brisé dans le mur de refend qui porte le campanile et qui s’érige donc sur le transept. Le chevet plat gothique est plus haut que la nef. Surmonté d’un pignon, il est percé d’une fenêtre ogivale. La façade a été refaite à l’identique de la façade originale avec les voussures du portail.
- Abbaye de La Tenaille

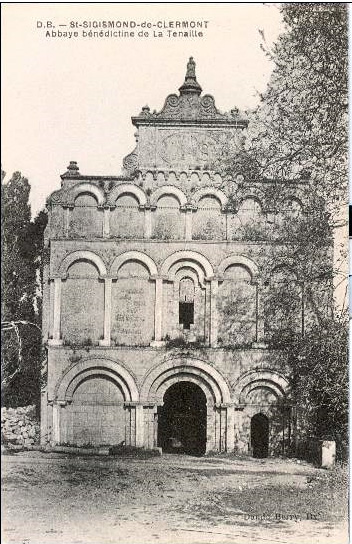

Ce fut une abbaye cistercienne d’une relative importance en Saintonge en particulier par ses possessions et comme lieu de pèlerinage. Elle se trouvait sur une des voies du chemin de Saint-Jacques-de-Compostelle, et servait de halte pour les pèlerins. En effet l’un des quatre grands chemins menant à Saint-Jacques : la via Turonensis, la principale voie de l’ouest de la France qui prend son origine à Tours, passait au cœur de l’abbaye.
L’abbaye possédait des reliques prestigieuses : un clou de la croix du Christ ainsi que la tenaille qui l’avait arraché d’où le nom de l’abbaye. De nombreuses personnes venaient prêter serment sur ces objets sacrés.

## Personnalités liées à la commune
- Étienne Lunet de Lajonquière